# جائزة أفضل لاعبة في العام من اتحاد كتاب كرة القدم
جائزة أفضل لاعبة في العام من اتحاد كتاب كرة القدم (غالبًا ما تسمى أفضل لاعبة كرة قدم من رابطة كتاب كرة القدم، أو في إنجلترا ببساطة أفضل لاعبة كرة قدم) هي جائزة سنوية تُمنح للاعبة التي يتم التصويت لها كأفضل لاعبة في الموسم في كرة القدم الإنجليزية. تم تقديم الجائزة منذ موسم 2017–18، والفائزة الأولى كانت مهاجمة تشيلسي فران كيربي. الفائزة الأحدث بالجائزة اعتبارًا من 2023–24 هي خديجة شو من مانشستر سيتي.
يتم اختيار الفائز من خلال التصويت بين أعضاء رابطة كتاب كرة القدم (FWA)، والتي تضم حوالي 400 صحفي كرة قدم مقرهم في جميع أنحاء إنجلترا.

## الفائزات
كانت فران كيربي أول لاعبة تفوز بالجائزة مرتين. وكان سام كير أول لاعبة تفوز بالجائزة مرتين على التوالي.
| العام   |       | اللاعبة        | النادي       | فازت أيضًا بـ                                           | الملاحظات |
| ------- | ----- | -------------- | ------------ | ------------------------------------------------------ | --------- |
| 2017–18 | ENG ! | فران كيربي     | تشيلسي       | أفضل لاعبة في العام من رابطة لاعبي كرة القدم المحترفين | [ 5 ]     |
| 2018–19 | ENG ! | نيكيتا باريس   | مانشستر سيتي |                                                        | [ 6 ]     |
| 2019–20 | NED ! | فيفيان ميديما  | أرسنال       |                                                        | [ 7 ]     |
| 2020–21 | ENG ! | فران كيربي (2) | تشيلسي       | أفضل لاعبة في العام من رابطة لاعبي كرة القدم المحترفين | [ 8 ]     |
| 2021–22 | AUS ! | سام كير        | تشيلسي       | أفضل لاعبة في العام من رابطة لاعبي كرة القدم المحترفين | [ 9 ]     |
| 2022–23 | AUS ! | سام كير (2)    | تشيلسي       |                                                        | [ 10 ]    |
| 2023–24 | JAM ! | خديجة شو       | مانشستر سيتي |                                                        | [ 11 ]    |

## تفاصيل الفائزات

### حسب البلد

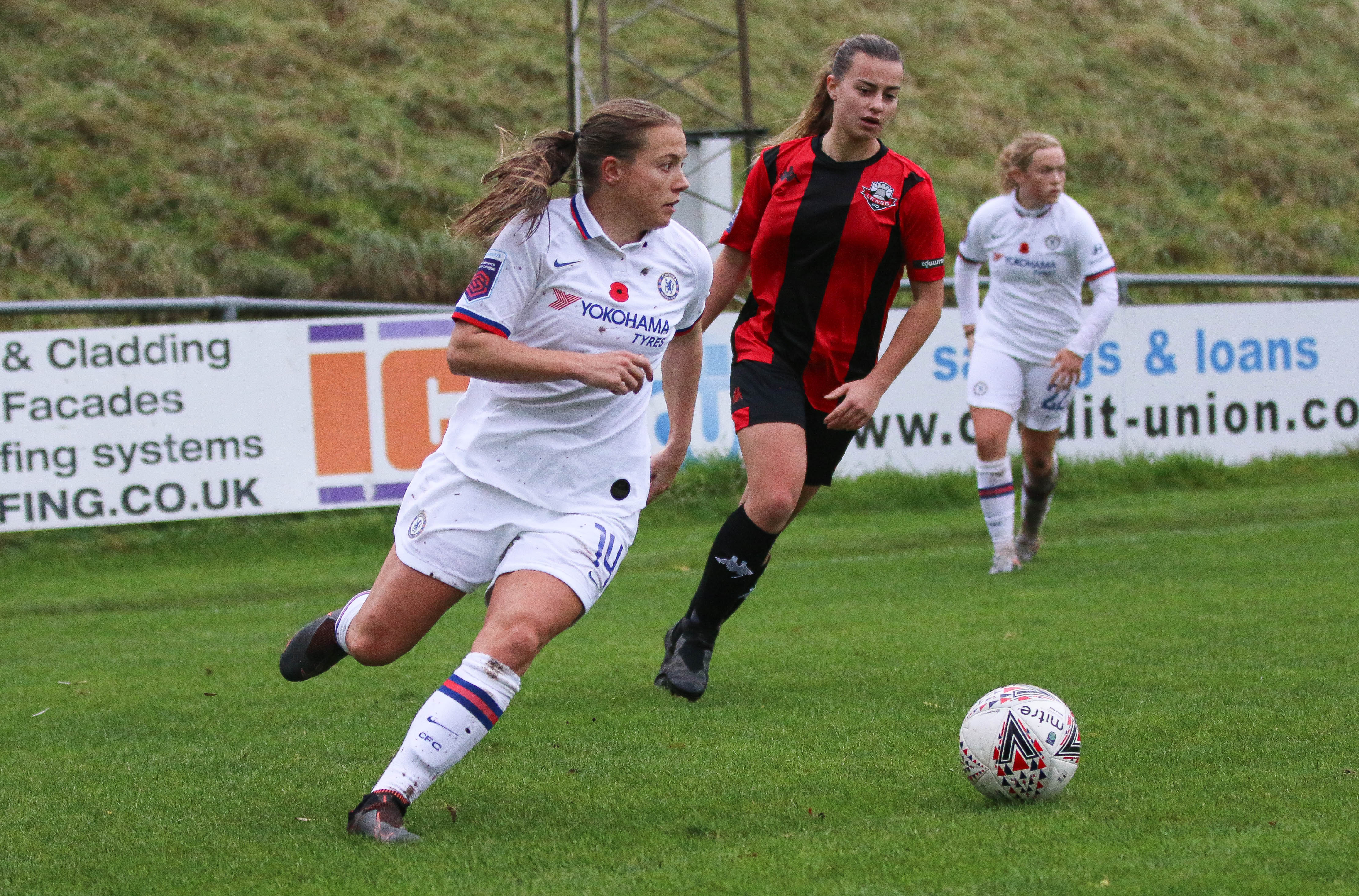
كانت فران كيربي هي الفائزة الأولى في عام 2018 بعد موسم رائع مع تشيلسي

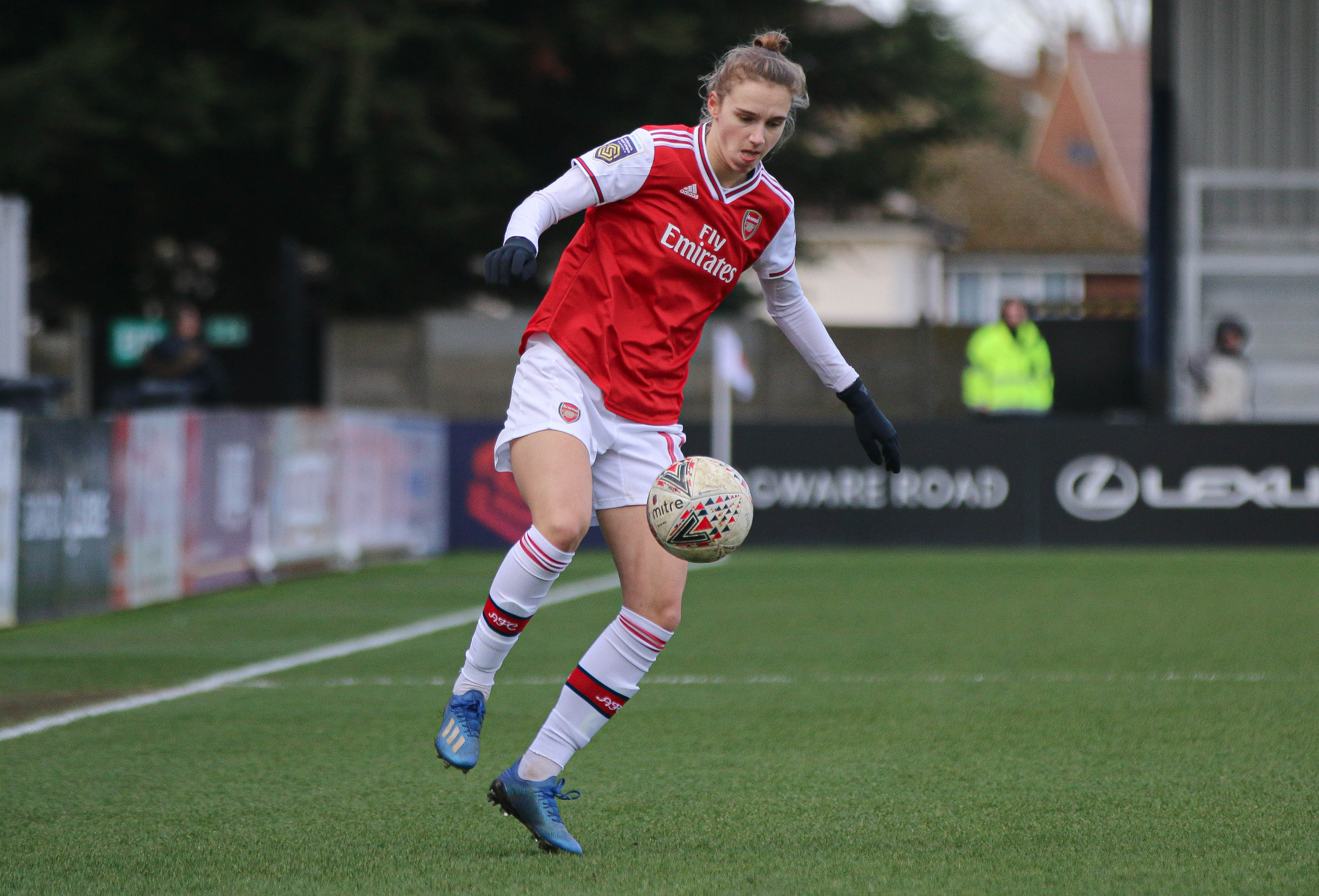
فازت فيفيان ميديما لاعبة أرسنال وهولندا بالجائزة في عام 2020

| البلد    | عدد الفوز | سنوات الفوز               |
| -------- | --------- | ------------------------- |
| إنجلترا  | 3         | 2017–18, 2018–19, 2020–21 |
| أستراليا | 2         | 2021–22, 2022–23          |
| جامايكا  | 1         | 2023–24                   |
| هولندا   | 1         | 2019–20                   |

### حسب النادي
| النادي       | عدد الفوز | سنوات الفوز                        |
| ------------ | --------- | ---------------------------------- |
| تشيلسي       | 4         | 2017–18, 2020–21, 2021–22, 2022–23 |
| مانشستر سيتي | 2         | 2018–19, 2023–24                   |
| أرسنال       | 1         | 2019–20                            |

## وصلات خارجية
- رابطة كتاب كرة القدم (بالإنجليزية)